# Ciabatta

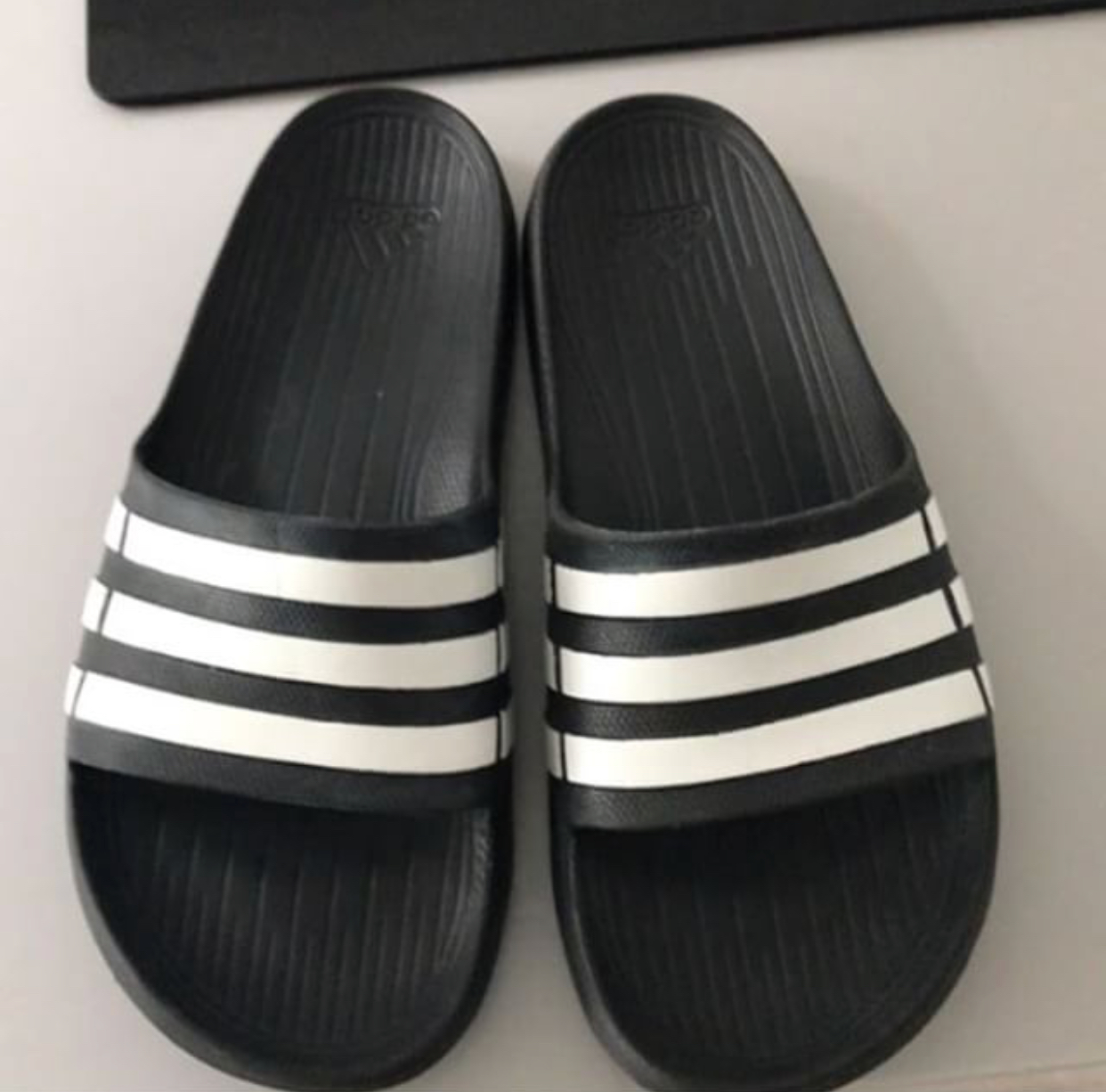
Ciabatte dell'Adidas

La ciabatta è una calzatura che viene indossata in casa, formata da una suola e da una tomaia che si può limitare anche solo a una semplice striscia. Differisce dal sandalo.

## Etimologia
Il nome ciabatta deriva dal sabato ebraico, lo Shabbat, poiché venivano indossate in questo giorno di riposo dagli ebrei spagnoli, per cui divennero le scarpe dello Shabbat, per cui dallo spagnolo il termine è passato al milanese "sciavatt" e "sciavattin" per il calzolaio, il termine può essere passato anche attraverso altri dialetti della penisola grazie all'immigrazione degli ebrei sefarditi (spagnoli) dopo il 1492.
Da loro deriva l'antico nome del calzolaio ciabattino. Quelle basse si possono chiamare pianelle, nome che deriva dal latino planus che significa piatto cioè senza tacco.
Inoltre ciabatta è diventato il nome di oggetti di forma piatta e lunga come un formato di pane e uno di presa elettrica multipla.
Si possono realizzare con qualsiasi tipo di materiale, dal cuoio alla stoffa, passando per le fibre naturali fino alle materie sintetiche.
Le ciabatte possono arrecare danni ai piedi qualora siano costituite da spugne o materiali sui quali non siano state eseguite sufficienti verifiche, in particolare se chi le indossa è allergico a certi tipi di tessuti.
Esistono vari tipi di ciabatte, come quelli qui sotto elencati.

## Tipi

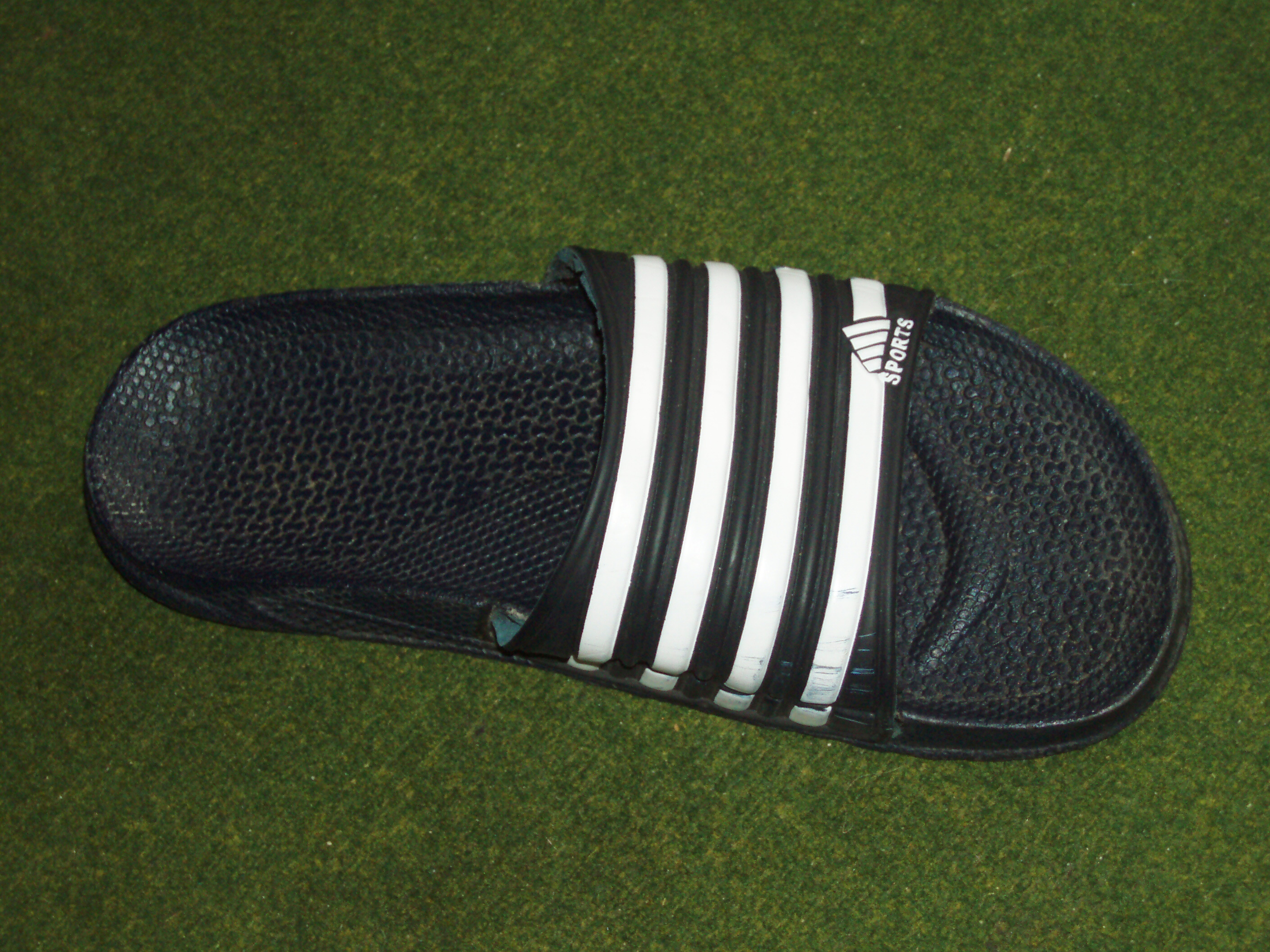
Ciabatta da mare

- Di pezza: sono le classiche ciabatte da casa realizzate in tessuto, spugna o feltro sono facilmente lavabili.
- Da mare e piscina: completamente in gomma o plastica, lasciano scoperte le dita come dei sandali. Si possono bagnare.
- Infradito: sono ciabatte da mare e piscina fatte dalla suola e da un laccio a forma di Y.
- Sanitaria: sono ciabatte usate in campo sanitario, casalingo o lavoro in ambito alimentare in particolare realizzate spesso in pelle o a volte anche in gomma. La parte superiore è forata e le dita sono coperte, spesso di colore bianco o blu scuro.